# Kokeshi

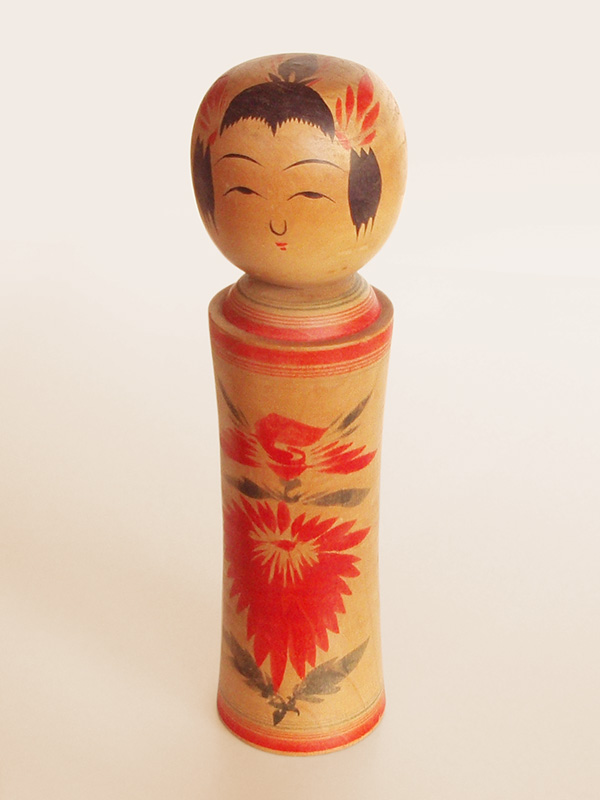
Kokeshi

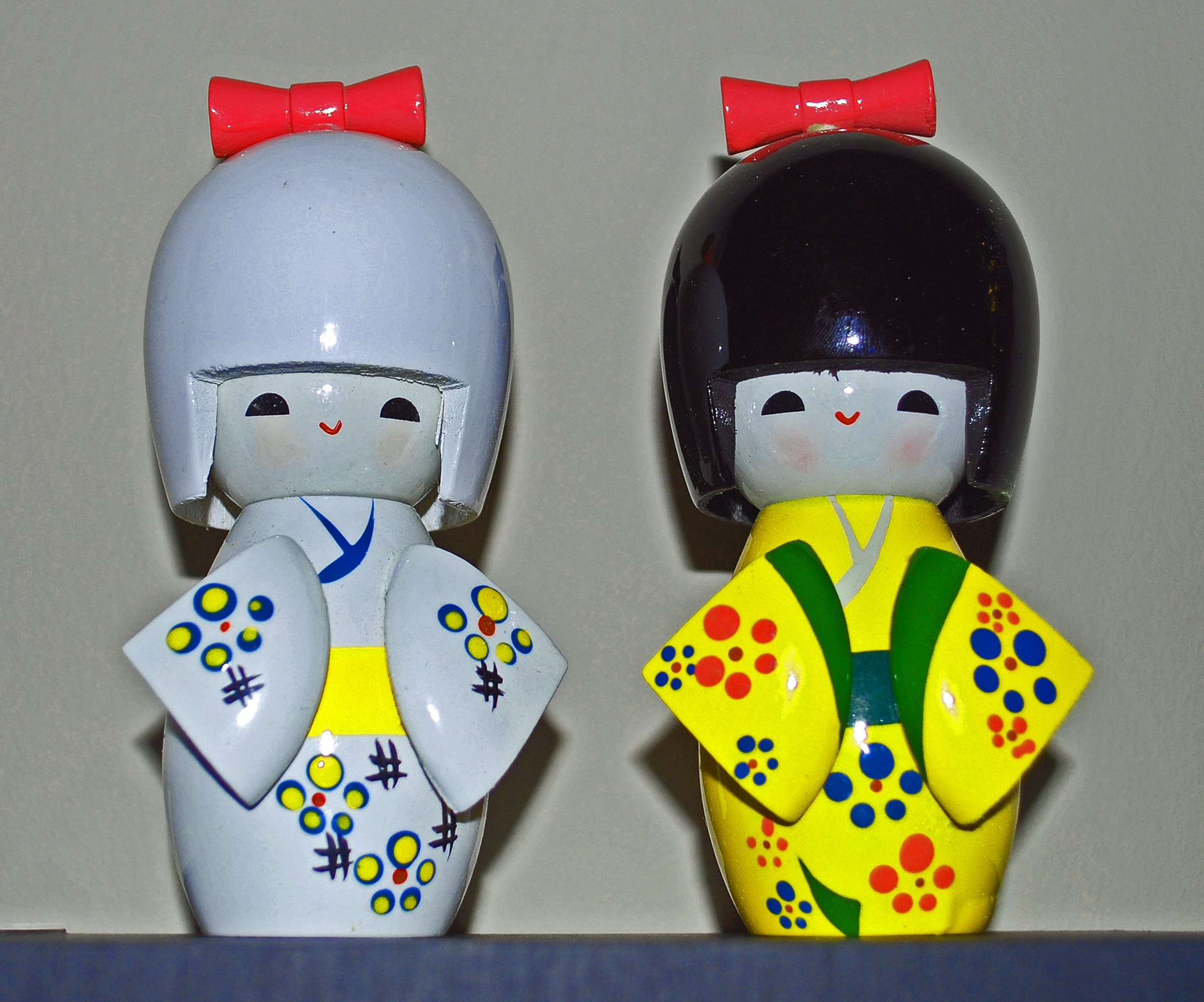
Moderne Variante der Kokeshi.

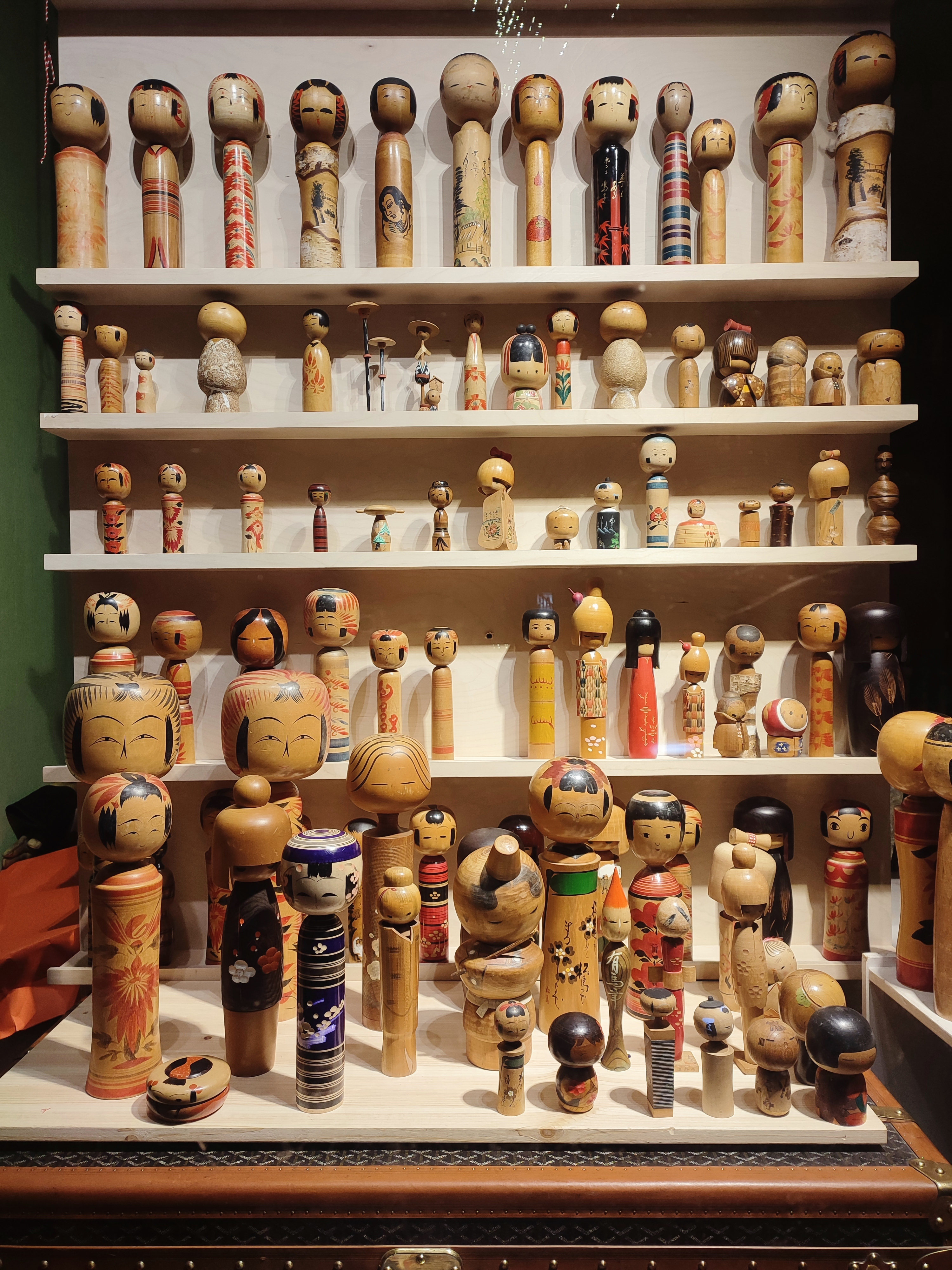
Sammlung von Kokeshi in einem Schaufenster

Kokeshi (japanisch こけし, 小芥子) sind ein für Japan charakteristisches traditionelles, kunsthandwerklich hergestelltes Spielzeug. Es handelt sich um aus Obstbaum-Holz gedrechselte Figuren, welche eine stark simplifizierte Form aufweisen, und Mädchen darstellen. In aller Regel haben sie einen zylindrischen Körper, ohne erkennbare Extremitäten sowie einen rundovalen Kopf. Sie sind mit einfachen Farben bemalt, teilweise mit runden Ornamenten, teilweise mit Blumenmotiven. Die Hauptfarben sind rot und schwarz. Auch die Gesichter sind in hohem Maße stilisiert. Jeder Kunsthandwerker hat seine eigene, für ihn typische Form, sowie eine typische Bemalung und versieht sein Werk mit einer Signatur am Fuß der Figur. Insgesamt werden zehn regionale Typen unterschieden, wobei die kleinen Orte Onsen sind:
- Hijiori, nach dem Ort Hijiori (肘折) in der Präfektur Yamagata,
- Kijiyama, aus der Stadt Yuzawa in der Präfektur Akita,
- Tsugaru, aus den Orten Nuruyu (温湯) und Ōwani (大鰐) in der Präfektur Aomori,
- Nambu, aus den Städten Hanamaki und Morioka in der Präfektur Iwate,
- Tsuchiyu, aus dem Ort Tsuchiyu (土湯) in der Präfektur Fukushima,
- Tōgatta, aus der Ort Tōgatta (遠刈田) in der Präfektur Miyagi,
- Narugo, nach dem Ort Narugo (鳴子) in der Präfektur Miyagi,
- Yajirō, aus dem Stadtteij Yajirō (弥治郎) von Shiroishi in der Präfektur Miyagi,
- Sakunami aus dem Ort Sakunami (作並), aus Sendai (Präfektur Miyagi) und der Stadt Yamagata.
- Zaō, nach dem Ort Zaō (蔵王) in der Präfektur Yamagata und

Zum Schutz der Farben werden Kokeshi mit einem feinen Wachsüberzug versehen.
Als Besonderheit weisen einige Figuren bewegbare Köpfe auf.
Ursprünglich kamen sie aus Nordjapan, der Region Tohoku. Heute gilt die Stadt Sendai als „Kokeshi-Hauptstadt“.
In den letzten Jahren werden die traditionellen Formen seltener. Sie werden zunehmend von industriell hergestellten Figuren abgelöst, welche eine deutlich andere Formensprache aufweisen.